# Szilágyszentkirály
Szilágyszentkirály (románul: Sâncraiu Silvanei) falu Romániában, Szilágy megyében.

## Fekvése
Szilágy megyében, Zilahtól északra, Vérvölgy, Nyírfalva és Szilágyfőkeresztúr között fekvő település. 

## Története
Szilágyszentkirály nevét az oklevelek a XV. században említették először egy peres üggyel kapcsolatban.
1519-ben a Kisdobai és Nagydobai család tagjai osztották meg egymás közt szentkirályi birtokukat. 1532-ben Ősi Szilágyi György birtoka volt, aki eladta szentkirályi és vérvölgyi birtokait Szentkirályi Moldovay Antalnak tizenkét forintért. 1639-ig Nagydobai Spáczai János birtoka volt, de hűtlensége miatt Rákóczi György fejedelem elvette tőle, és lovászmesterének Serédi István Kraszna megyei főispánnak adományozta. 1705-ben végzett összeíráskor szentkirályi nemesek voltak: Osváth Zsigmond, Tholnai István, Kiss István, Süle Székely Mihály, Osváth Tamás, Luka Mihály. 1719-ben Közép-Szolnok vármegye itt tartotta tisztújító közgyűlését.
1805-ben végzett összeíráskor itt adómentes nemesek voltak: Szarka Sámuel és József, Viski József és Péter, Szarvadi István, Osváth János, Pap Sándor, Kincses János és István. 1847-ben 207 lakosa volt, melyből 1 római katolikus, 6 görögkatolikus, 200 református volt. 1890-ben 282 lakosa volt, ebből 255 magyar, 12 oláh, 15 egyéb, melyből római katolikus 35, görögkatolikus 18, református 219, izraelita 10, a házak száma ekkor 64 volt. Az 1900-as évek elején régi helynevei közül még ismert volt: Hágó, Horgos, Szillos, Mogyorós, Tekintő, Észak, Verőfény, Paradicsom, Aranyos, Fejérdomb, Szállás, Kelenczegaz, Horvát szilvása, Selymék, Szakasz, Hosszúrét, Szilágy-rét neve. A fennmaradt hagyományok szerint a Szállás nevű hely a török, kuruc világban a lakosok búvóhelyéül szolgált, és még az 1900-as évek elején is találhatók voltak itt földalatti üregek. A közelében fekvő Tekintő nevű helyről pedig a hagyományok szerint az ellenséget kémlelték.
Tinódi 1551. augusztus 8-án írta, hogy Fráter György Szentkirályig kísérte Izabella királynét, míg más források ezt a helyet Zilahhoz kötik. I. Ferdinándhoz még aznap írt levelében írtak szerint „két mérföldre kísérte a királyt”.
Szilágyszentkirály a trianoni békeszerződés előtt Szilágy vármegye Zilahi járásához tartozott.

## Nevezetességek
- Református temploma.
- Baptista imaháza.
- Kultúrotthon

## Híres emberek
- Itt született 1884. január 17-én Udvary József jogász, közíró, lapszerkesztő, 1918-ban Szilágysomlyó polgármestere.